# Armi Ratia

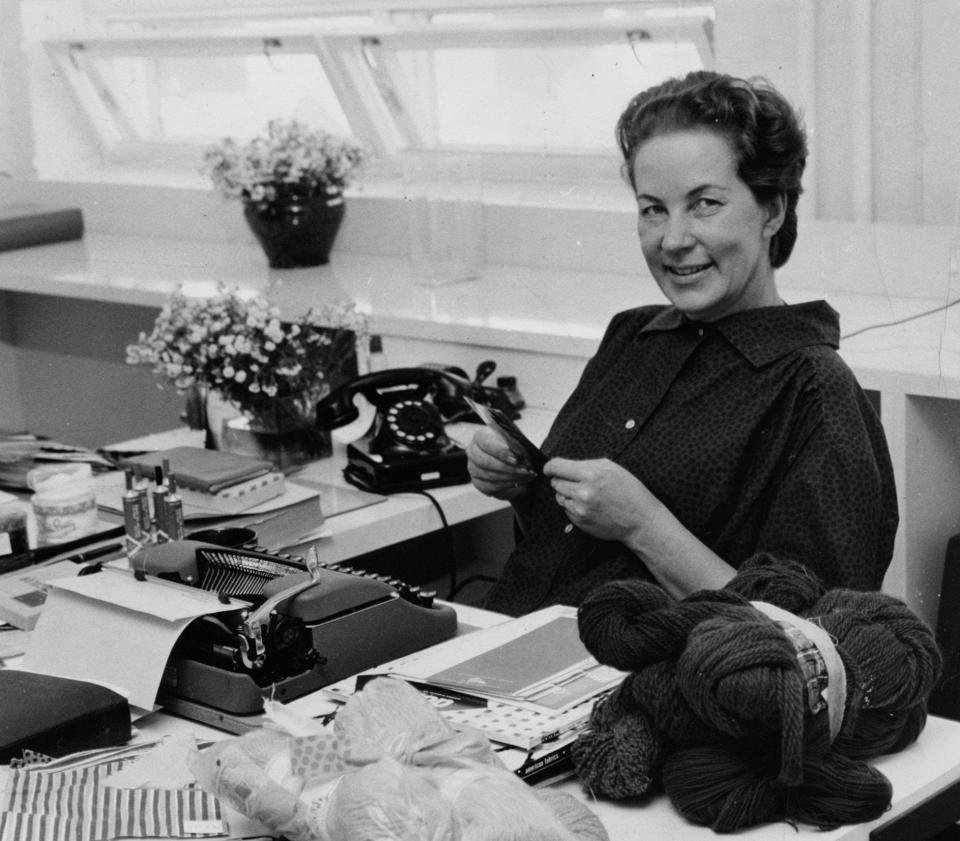
Armi Ratia, 1959

Armi Maria Ratia, geborene Airaksinen (* 13. Juli 1912 in Pälkjärvi, Russisches Kaiserreich; † 3. Oktober 1979 in Helsinki), war eine finnische Textildesignerin und Mitbegründerin der Firma Marimekko.

## Werdegang
Armi Airaksinen wurde in Pälkjärvi in der heutigen Republik Karelien geboren. Ihr Vater besaß ein Krämergeschäft und die Mutter war Lehrerin an einer Grundschule. Sie studierte in Helsinki Textildesign und graduierte im Jahre 1935 in diesem Fach. Im gleichen Jahr heiratete sie Viljo Ratia. Aus der Ehe gingen drei Kinder hervor. Es vergingen noch über 15 Jahre, bis die Eheleute Marimekko 1951 gründeten. Davor begann Armi Ratia bei Printex,  der 1949 gegründeten Firma ihres Mannes zu arbeiten. Printex stellte Wachsleinwände her und bedruckte sie mit Motiven. Später bei Marimekko übte sie nahezu alle Leitungsfunktionen aus, die man in einer Firma ausüben kann, angefangen vom Creative Director, Textildesignerin zusammen mit Maija Isola, Werbetexterin, Generalmanager und Leiterin der Öffentlichkeitsarbeit. Im Jahre 2011 betrieb Marimekko 84 Ladengeschäfte auf der ganzen Welt. Armi Ratia starb 1979 in Helsinki und ist auf dem dortigen Friedhof von Hietaniemi begraben.